# Sonata (Berio)
Pour les articles homonymes, voir Sonata.
La sonate pour piano de Luciano Berio a été écrite en 2001. Elle est créée le 2 juillet 2001, à Zürich par Andrea Lucchesini.